# Ларс Ольсен
Ларс Ольсен (дан. Lars Olsen, нар. 2 лютого 1961, Глоструп) — колишній данський футболіст, захисник. По завершенню кар'єри гравця — футбольний тренер. Відомий, зокрема, виступами за збірну Данії, клуби «Кеге», «Брондбю» та тренерською роботою зі збірною збірною Фарерських островів. Чемпіон Європи 1992 року.

## Клубна кар'єра
Ларс Ольсен народився 2 лютого 1961 року у Глострупі, отож у 1980 році він почав футбольну кар'єру у місцевій команді «Глоструп» з третього дивізіону Данії. У цей час він виступав за молодіжні національні збірні Данії різного віку і перед початком сезону 1981 потрапив до команди першого дивізіону — «Кеге». У цьому клубі Ларс залишився на чотири сезони, провівши 105 матчів і забивши 11 м'ячів в чемпіонаті.
Перед сезоном 1985 року Ольсен перейшов до клубу «Брондбю». На першому році виступів за нову команду він допоміг «Брондбю» захистити титул чемпіонів Данії. Після двох поспіль здобутих титули чемпіона Данії з «Брондбю» у сезонах 1987 та 1988, а також кількох матчів, проведених з капітанською пов'язкою за збірну Данії, Ольсен отримав нагороду Гравець року в Данії 1988. З «Брондбю» захисник здобув ще Кубок Данії 1988–89 і золото чемпіонату сезонів 1990, 1991, після чого покинув команду.
1991 року Ларс Ольсен відправився за кордон грати за турецький клуб «Трабзонспор», з яким здобув кубок Туреччини 1991–92. Влітку 1992 року він перейшов до бельгійського «Серена», після чого з 1994 по 1996 рік грав за швейцарський «Базель». 1996 року Ольсен повернувся до «Брондбю», де завершив ігрову кар'єру здобувши черговий титул чемпіона Данії. Останній матч за данський клуб Ольсен провів у листопаді 1996 року.

## Виступи за збірну
Вперше Ларса Ольсена викликали до національної збірної Данії у квітні 1986 року, коли командою керував Зепп Піонтек. Дебют відбувся у матчі проти Болгарії, яку підопічні Піонтека здолали з рахунком 3-0. Другу гру за національну збірну Ларс провів у травні 1987 року, після чого став регулярно потрапляти до стартового складу команди.
Ларс Ольсен був викликаний до збірної на ігри Чемпіонату Європи 1988, який він розпочав на лаві запасних, адже на його позиції грав з капітанською пов'язкою більш досвідчений Мортен Ольсен. Ларс вийшов на заміну вже у першій грі на Євро. Також він провів наступні дві гри за збірну, після чого Данія вилетіла з турніру.
У червні 1992 року Ларс Ольсен був капітаном збірної Данії, яка виборола золото Чемпіонату Європи 1992. Після переходу до футбольного клубу «Базель», у 1994 році Ольсен втратив місце у збірній. Він був знову викликаний до національної команди у квітні 1996 року щоб допомогти захистити титул чемпіонів Європи на Чемпіонаті Європи 1996, проте так і не провів жодного матчу на тому турнірі.

## Титули і досягнення

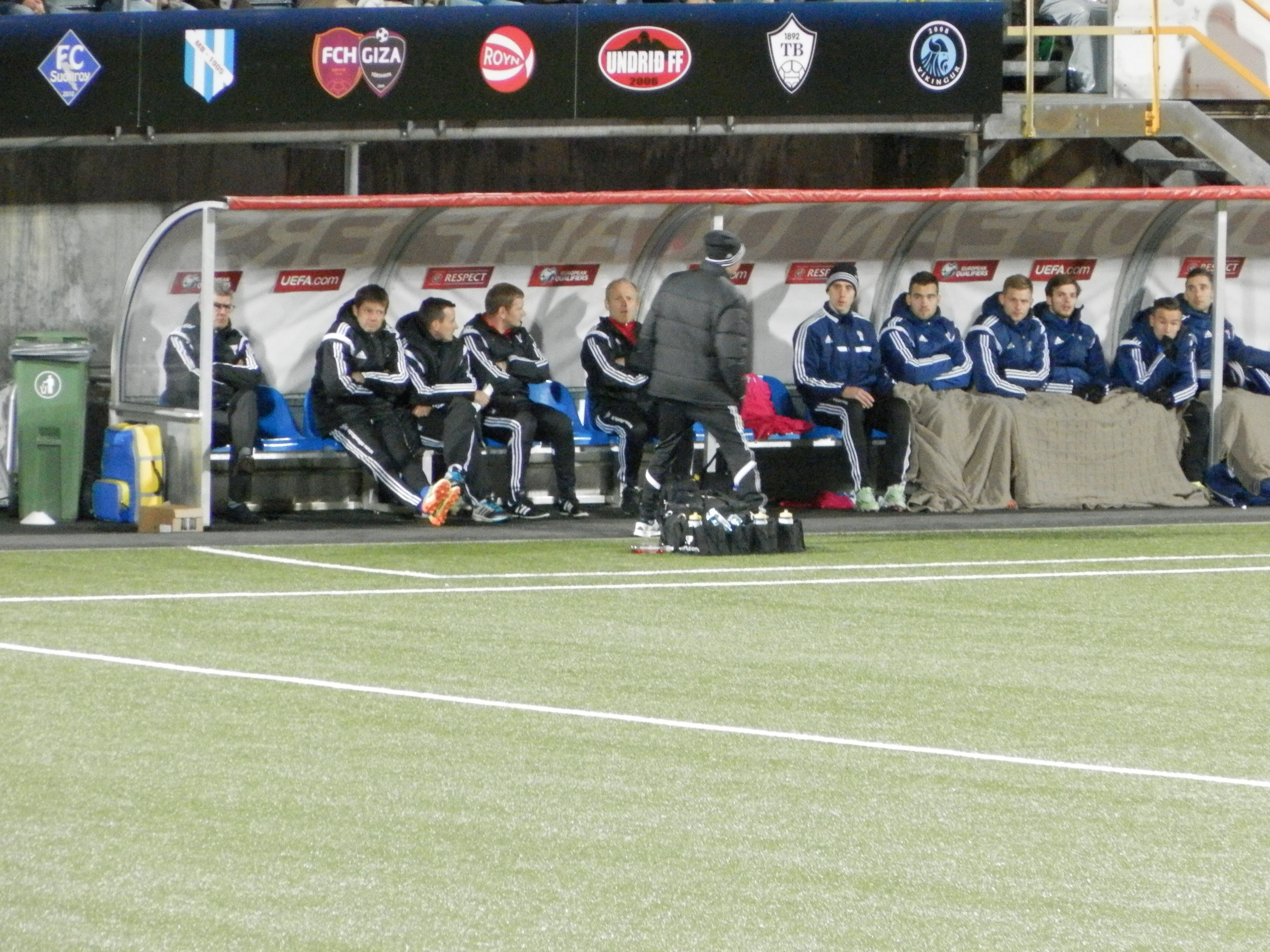
Ларс Ольсен на чолі збірної Фарерських островів. 4 вересня 2015 року.

### Гравець
«Брондбю»
- Чемпіонат Данії
  - Чемпіон (6): 1985, 1987, 1988, 1990, 1991, 1995–96
  - Срібний призер (1): 1986
- Кубок Данії
  - Володар (1): 1988–89
  - Фіналіст (1): 1987–88

 «Трабзонспор»
- Кубок Туреччини
  - Володар (1): 1991–92

 Збірна Данії
- Чемпіонат Європи
  - Чемпіон (1): 1992

### Тренер
«Рандерс»
- Кубок Данії
  - Володар (1): 2005–06